# فوماگالی ۹۲۵۸۵
سیارک ۹۲۵۸۵ (به انگلیسی: 92585 Fumagalli، نامگذاری:2000PP8) نود و دو هزار و پانصد و هشتاد و پنجمین سیارک کشف شده‌است که در ۷ اوت ۲۰۰۰ کشف شد.